# Balvanera
Balvanera, meglio conosciuto come Once, è un quartiere della capitale argentina Buenos Aires.

## Geografia
Balvanera è delimitato dalle Avenida Independencia, Entre Ríos, Avenida Callao, Avenida Córdoba, Gallo, Avenida Díaz Vélez, Sánchez de Bustamante, prolongación virtual de Sánchez de Bustamante (puente peatonal), Sánchez de Bustamante, Sánchez de Loria. Il quartiere confina a nord con Recoleta, San Nicolás e Monserrat ad est, San Cristóbal a sud, e Almagro ad ovest.
Il suo centro è costituito da plaza Miserere, dove si trova una piccola villetta popolata da venditori ambulanti e da senza tetto. Di notte è una zona a rischio, per le scarse condizioni di sicurezza. Le coordinate di riferimento del barrio sono date dall'incrocio di due strade lunghissime quanto importanti: Jujuy e Rivadavia. Plaza Miserere costituisce inoltre il capolinea di diverse linee di bus con destinazioni periferiche.
La zona situata attorno all'incrocio tra le avenidas Corrientes e Pueyrredón è chiamata Once, dal nome della stazione di Once che si affaccia su Plaza Miserere. L'11 settembre, a cui è intitolata la stazione, è il giorno del 1852 in cui avvenne la rivolta della provincia di Buenos Aires contro il governo federale.

## Toponimia
Il nome del quartiere proviene dalla locale chiesa di Nostra Signora di Balvanera, a sua volta derivato dal monastero di Valvanera, situato nella regione spagnola de La Rioja.
Balvanera è spesso indicato anche con il toponimo di Once (in spagnolo: undici), nome derivato dalla stazione di Once, situata su plaza Miserere.
La zona orientale di Balvanera, situata attorno al Palazzo del Congresso della Nazione Argentina è conosciuta come Congreso. La parte nord del barrio invece è nota come Abasto, toponimo derivato dal grande mercato di Abasto.

## Storia

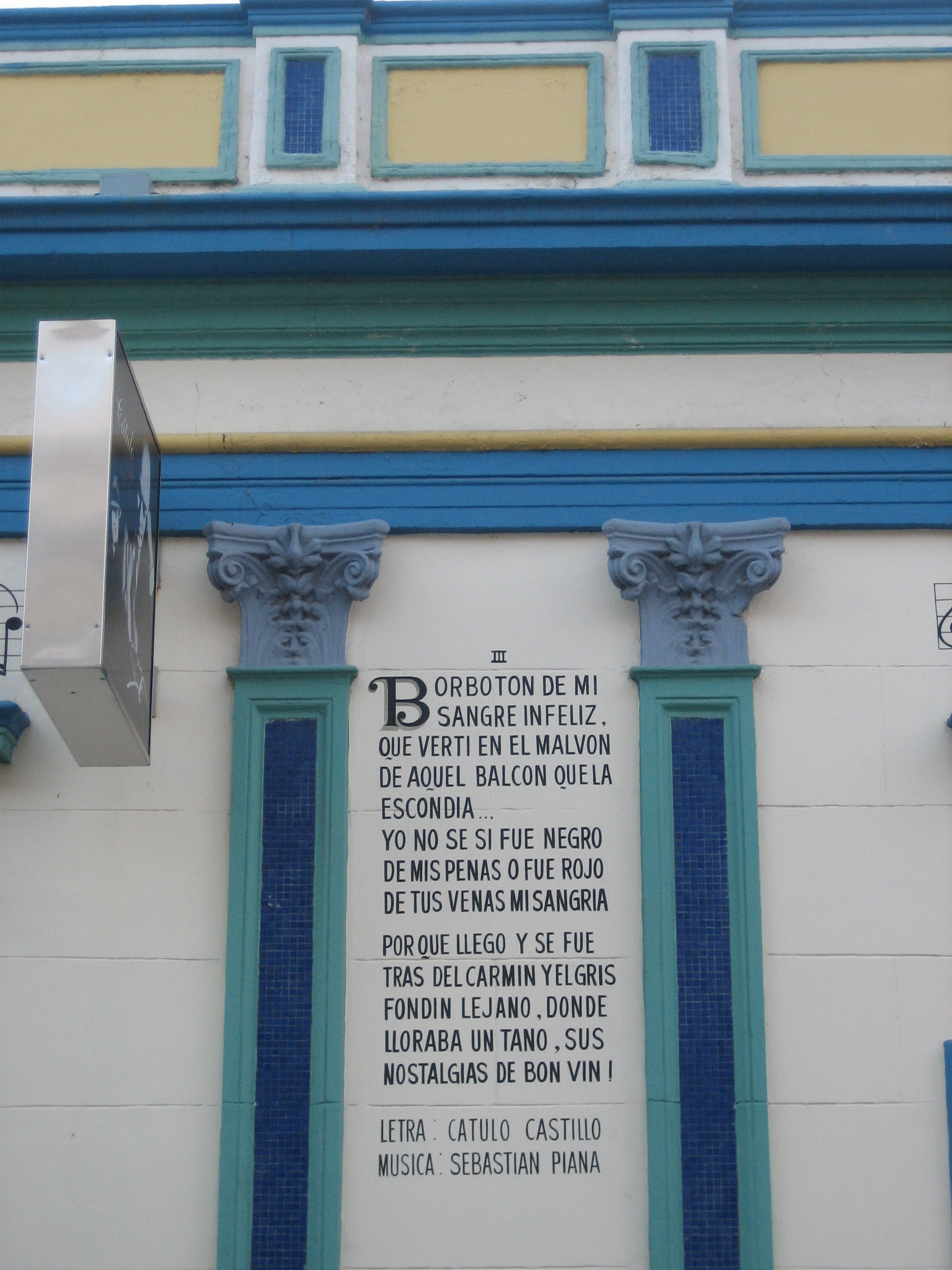
Casa nel quartiere di Abasto, Balvanera, a Zelaya 3100

Al principio del XIX secolo la zona, posta al margine occidentale della città di Buenos Aires, era occupata da una serie di piccole dimore di campagna (quintas) articolate lungo il Camino Real del Oeste, l'odierna avenida Rivadavia. Il 2 luglio 1806, durante la seconda invasione inglese le milizie locali, guidate da Santiago de Liniers, furono sconfitte e messe in ritirata dalle truppe britanniche dopo un breve scontro armato su quella che oggi è plaza Miserere. Nelle decadi successive, con la progressiva espansione di Buenos Aires, anche la zona cominciò a urbanizzarsi. Nel 1833 fu costruita la chiesa di Nostra Signora di Balvanera che darà il nome all'intero quartiere; nello stesso anno fu realizzato il primo censimento della popolazione che ammontava 3.135 unità.
Verso la metà del XIX secolo Balvanera iniziò a popolarsi di immigrati spagnoli e italiani (liguri in particolare). Nel 1857 fu inaugurata la prima ferrovia argentina che dal centro di Buenos Aires raggiungeva Floresta attraversando il quartiere da est ad ovest. A causa della crescita impetuosa della città, nel 1873 si decise la chiusura del tratto finale della ferrovia e della stazione del Parque. La fermata di Once divenne così la nuova stazione di testa della Buenos Aires Western Railway, che univa la capitale alla parte più occidentale della provincia. Nel 1883 la stazione di Once fu ingrandita diventando una delle principali della città.
All'inizio del XX secolo Balvanera continuava ad essere una zona con una forte presenza straniera. Nel 1909 un quarto della popolazione del quartiere era composto da italiani. In quegli stessi anni s'insediarono nei dintorni di plaza Miserere migliaia di immigrati ebrei provenienti dall'Impero russo e dall'Europa orientale. Nel gennaio 1919, nel corso della settimana tragica, il capo della polizia di Buenos Aires annunciò di aver scoperto un complotto comunista, guidato dal giornalista ebreo Pinie Wald, volto a rovesciare il governo del presidente Yrigoyen. La notte del 10 gennaio i miliziani della Lega Patriottica Argentina, un movimento paramilitare di estrema destra, assaltarono Balvanera e Villa Crespo con l'appoggio delle forze di polizia per colpire la comunità ebraica lì residente. In quello che risulta essere l'unico pogrom avvenuto nel continente americano furono uccise tra le 700 e le 1.356 persone, 4000-5000 furono i feriti, innumerevoli gli stupri, le torture e gli incarcerati.
Negli anni venti la zona fu popolata da nuovi immigrati, principalmente armeni, siriani e libanesi. 
Nella serata del 30 dicembre 2004 nella discoteca República Cromañón scoppiò un incendio che causò la morte di 194 giovani. Nel 2012 un treno in arrivo nella stazione di Once non riuscì ad arrestare la sua corsa deragliando e causando la morte di oltre 50 persone.